# Zagaje (Halinów)
Zagaje (dawn. Kolonia Zagaj) – część miasta Halinowa (SIMC 0002772), w województwie mazowieckim, w powiecie mińskim.
Leży we południowej części miasta, przy ulicy Kolejowej. Jest to jedyna część Halinowa po południowej stronie linii kolejowej. Jest to też jedyna standaryzowana część miasta Halinowa w systemie TERYT.

## Historia
Zagaje wydzielono i poddano parcelacji w 1933 roku z majątku Długa Kościelna jako teren około 20-30 ha na potrzeby oficerskiego osiedla o nazwie „Kolonia Zagaj”. Jeszcze przed wojną wybudowano kilka domów i długi betonowy chodnik, który przetrwał do około 1955 roku. Planowane osiedle „Kolonia Zagaj” pozostało jednak lasem i nie zostało w większości zagospodarowane.